# Jean-Claude Mignon

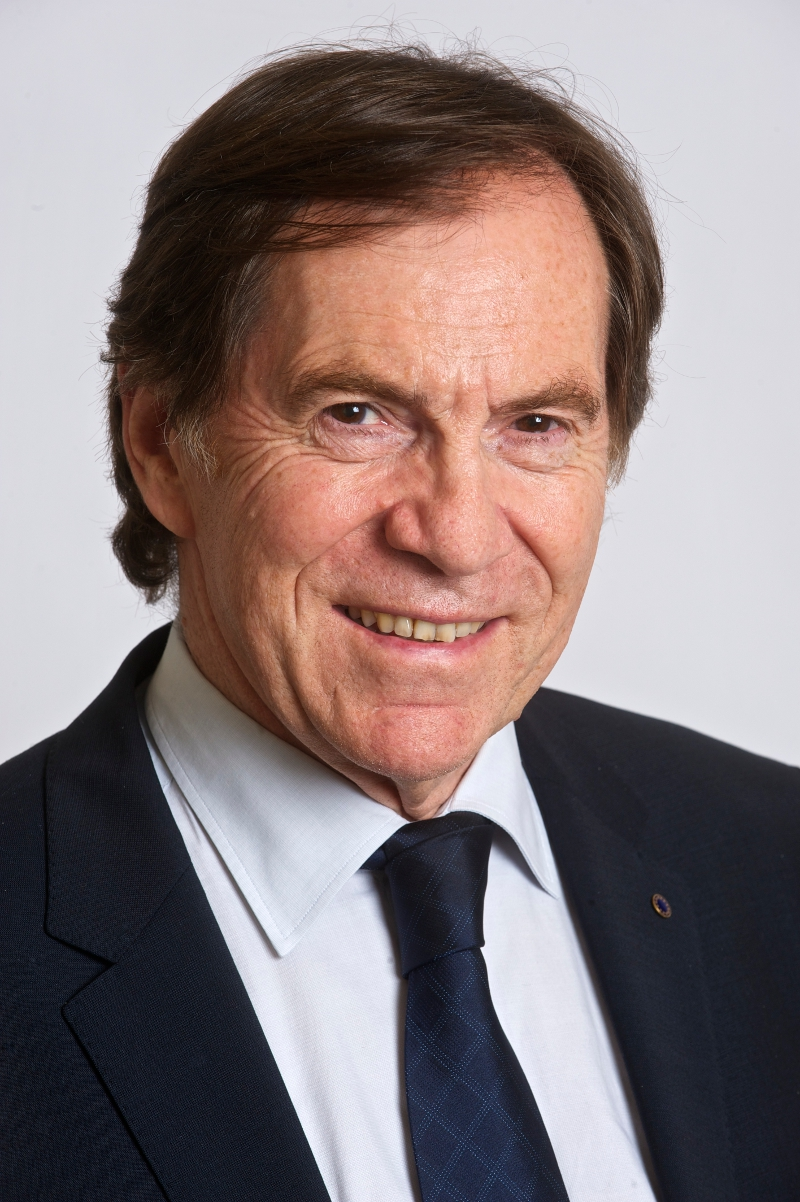
Jean-Claude Mignon

Jean-Claude Mignon (* 2. Februar 1950 in Corbeil-Essonnes) ist ein französischer Politiker der Union pour un mouvement populaire (UMP).

## Leben
Mignon war von 1988 bis 2017 Abgeordneter der Nationalversammlung für das Département Seine-et-Marne. Von 2012 bis 2014 war Mignon als Nachfolger von Mevlüt Çavuşoğlu Präsident der Parlamentarischen Versammlung des Europarates. Mignon war Bürgermeister von Dammarie-les-Lys von 1983 bis 2014.